# Jess Thorup
Jess Thorup, né le 21 février 1970 au Danemark, est un footballeur danois, reconverti entraîneur.

## Biographie

### Carrière de joueur
Jess Thorup évolue au Danemark, en Allemagne, en Autriche et en Norvège.
Avec le club de l'Esbjerg fB, il inscrit dix buts en première division danoise lors de la saison 2001-2002, puis onze buts dans ce même championnat la saison suivante. Le 10 octobre 2001, il est l'auteur d'un triplé sur la pelouse du Silkeborg IF (victoire 3-4). Puis, le 18 mai 2003, il marque un second triplé, lors de la réception du Køge BK (large victoire 6-1).
Au sein des compétitions continentales européennes, il dispute 14 matchs en Coupe de l'UEFA (cinq buts), et cinq matchs en Coupe des coupes (un but). Il atteint les quarts de finale de la Coupe de l'UEFA en 1995 avec Odense, en étant éliminé par le club italien de Parme.

### Carrière d'entraîneur
En février 2013, Thorup est nommé sélectionneur de l'équipe espoir du Danemark. Durant le Championnat d'Europe de football espoirs 2015, Thorup amène l'équipe du Danemark en demi-finale face à la Suède. Le Danemark s'incline (4-1) face aux futurs champions d'Europe espoirs 2015.

#### KAA La Gantoise
En octobre 2018, Thorup signe un contrat avec La Gantoise jusqu'en 2021.
Durant son passage à Gand, Jess Thorup aura permis au club de finir respectivement 5e puis 2e du championnat.  Malgré ces bons résultats, il est limogé du club gantois le 20 août 2020, à cause d'un début de saison manqué (deux défaites).

#### KRC Genk
Le 25 septembre 2020, Jess Thorup signe au KRC Genk, en remplacement de Hannes Wolf.
Le danois a signé un contrat jusqu'en 2023, mais quitte son poste le 2 novembre 2020 après que le FC Copenhague l'ai contacté.

#### FC Copenhague
Jess Thorup signe donc le 2 novembre 2020 au FC Copenhague un contrat portant jusqu'en 2024.

## Statistiques

### Statistiques d'entraîneur
Mis à jour le 3 février 2024.
| Esbjerg fB       | 14 mars 2011      | 30 juin 2013      | 80  | 44  | 16 | 20  | 133 | 81  | +52  | 55.00 | 1.85 |
| Danemark espoirs | 1 juin 2013       | 11 juillet 2015   | 23  | 12  | 7  | 4   | 49  | 26  | +23  | 52.17 | 1.87 |
| FC Midtjylland   | 12 juillet 2015   | 10 octobre 2018   | 165 | 93  | 32 | 40  | 321 | 195 | +126 | 56.36 | 1.88 |
| La Gantoise      | 10 octobre 2018   | 20 août 2020      | 78  | 40  | 18 | 20  | 147 | 96  | +51  | 51.28 | 1.68 |
| KRC Genk         | 24 septembre 2020 | 2 novembre 2020   | 5   | 3   | 2  | 0   | 11  | 5   | +6   | 60.00 | 2.20 |
| FC Copenhague    | 2 novembre 2020   | 19 septembre 2022 | 88  | 49  | 18 | 21  | 170 | 109 | +61  | 55.68 | 1.88 |
| FC Augsbourg     | 15 octobre 2023   |                   | 12  | 4   | 3  | 5   | 18  | 19  | -1   | 0.0   | 0.0  |
| Total            | Total             | Total             | 451 | 245 | 97 | 109 | 848 | 530 | +318 | 54.49 | 1.86 |

## Palmarès

### Joueur
- Vainqueur de la Coupe du Danemark en 1991 et 1993 avec l'OB Odense
- Champion du Danemark de D2 en 2001 avec l'Esbjerg fB

### Entraîneur
- Champion du Danemark en 2018 avec le FC Midtjylland
- Champion du Danemark de D2 en 2012 avec l'Esbjerg fB
- Vainqueur de la Coupe du Danemark en 2013 avec l'Esbjerg fB
- Finaliste de la Coupe de Belgique en 2019 avec La Gantoise